# Oruro
Oruro je město v Bolívii se zhruba 260 000 obyvateli, které je správním střediskem stejnojmenného departementu. Leží 230 km severozápadně od metropole země Sucre na úpatí hory Jach'a Ch'ankha v nadmořské výšce 3735 m a má extrémně chladné a suché klima typické pro region Altiplano. Nedaleko města se nachází vyschlé jezero Poopó, národní park Sajama a údolí Qala Qala s předkolumbovskými skalními kresbami. Orurem prochází Panamericana, je rovněž spojeno železnicí s chilským pacifickým přístavem Antofagasta.
Oruro založil v roce 1606 španělský conquistador Manuel de Castro del Castillo y Padilla; původně je nazval Villa San Felipe de Austria na počest krále Filipa III., současný název dostalo město podle domorodého kmene Uru. Jeho rozvoj je spojen s bohatými ložisky stříbra, cínu a wolframu, majitelem zdejších dolů byl multimiliardář Simón Iturri Patiño, jehož rezidence slouží jako muzeum. Město je také známé velkým karnevalem s procesím masek zvaným diablada, který byl roku 2001 zapsán na seznam mistrovských děl ústního a nehmotného dědictví lidstva pod patronací UNESCO. Významnými památkami jsou také katedrála Nanebevzetí Panny Marie a věž Faro de Conchupata, na níž v roce 1851 poprvé zavlála bolivijská vlajka. Město má mineralogické muzeum a technickou univerzitu, je sídlem římskokatolické diecéze. V nedaleké vesnici Isallawi se narodil prezident Evo Morales.